# Olympische Jugend-Sommerspiele 2018/Teilnehmer (Slowenien)
| Gelbes Symbol für Goldmedaillen mit stilisierten Olympischen Ringen | Graues Symbol für Silbermedaillen mit stilisierten Olympischen Ringen | Braundes Symbol für Bronzemedaillen mit stilisierten Olympischen Ringen |
| ------------------------------------------------------------------- | --------------------------------------------------------------------- | ----------------------------------------------------------------------- |
| 2                                                                   | 2                                                                     | 5                                                                       |

Die Jugend-Olympiamannschaft aus Slowenien für die III. Olympischen Jugend-Sommerspiele vom 6. bis 18. Oktober 2018 in Buenos Aires (Argentinien) bestand aus 26 Athleten.

## Athleten nach Sportarten

### Badminton
Mädchen
- Petra Polanc

### Basketball
Jungen
- Jan Razdevšek
- Dan Osrečki
- Erik Groznik
- Adrian Hirschmann
Bronze  3 × 3

### Judo
| Mädchen - Metka Lobnik Bronze Klasse bis 78 kg Bronze Mixed (im Team Rio de Janeiro) | Jungen - Rok Pogorevc |

### Kanu
Jungen
- Lan Tominc
Gold  Kajak-Einer Slalom

### Leichtathletik
| Mädchen - Leja Glojnarič - Tjaša Zajc | Jungen - Mitja Kordež |

### Radsport
Jungen
- Aljaž Omrzel
- Anže Skok

### Rudern
Mädchen
- Ilaria Macchi

### Schießen
Mädchen
- Anja Prezelj

### Schwimmen
| Mädchen - Neža Klančar Bronze 50 m Freistil Bronze 100 m Freistil - Tina Čelik Bronze 50 m Brust | Jungen - Matija Može - Gal Kordež |

### Segeln
Jungen
- Toni Vodišek
Silber  IKA Twin Tip Racing

### Sportklettern
Mädchen
- Vita Lukan
Silber  Kombination
- Lučka Rakovec

### Taekwondo
Jungen
- Nik Augustin

### Tennis
Mädchen
- Kaja Juvan
Gold  Einzel
Gold  Doppel (mit Iga Świątek  Polen)

### Tischtennis
Mädchen
- Aleksandra Vovk

### Triathlon
Jungen
- Jan Škrjanc